# Jesús Merino Fernández
Jesús Merino Fernández fue un ingeniero y político mexicano, miembro del Partido Revolucionario Institucional, nacido en el estado de Puebla y hermano de Aarón Merino Fernández, exgobernador de Puebla y de Quintana Roo.
En el ámbito público destacó por su actividad en el sector agropecuario, donde se desempeñó tanto en el área operativa como en el área financiera. Entre sus múltiples cargos se cuentan numerosas consejerías desempeñadas en organismos financieros y en la propia Presidencia de la República.
De 1922 a 1927 estudió becado la carrera de ingeniero agrónomo, de la cual se tituló en 1929 con la especialidad en irrigación en la Escuela Nacional de Agricultura. Fue catedrático de la misma institución de 1934 a 1938.

## Actividad docente
- Catedrático de la Escuela Nacional de Agricultura (1934-1938).
- Catedrático de Economía agrícola en la Facultad de Ciencias sociales de la Universidad Nacional Autónoma de México (UNAM).

## Cargos públicos
- Jefe de la Comisión Reglamentadora de Aguas en el Estado de Morelos (1930-1933).
- Consejero de la Nacional Financiera (1942-1946).
- Director general de Bienes Nacionales.
- Consejero de la Presidencia de la República.
- Presidente de la Comisión Agraria Mixta en el Estado de Morelos.
- Vicepresidente del Consejo del Banco Nacional de Crédito Agrícola.
- Vicepresidente del Consejo de los Ferrocarriles Nacionales de México.
- Consejero de la Lotería Nacional.
- Subsecretario de Agricultura en el gobierno del presidente Miguel Alemán Valdez.
- Subsecretario de Agricultura en el gobierno del presidente Adolfo Ruiz Cortines.
- Gerente General de la Cooperativa de Obreros y Empleados del Ingenio "Emiliano Zapata", en Zacatepec, Morelos.
- Gerente fundador del Banco Nacional de Fomento Cooperativo.

## Obras publicadas
El Ingeniero Jesús Merino Fernández es autor de los siguientes libros:
- Aumento de la producción agrícola como base de la alimentación del pueblo de México.
- La agricultura en la economía de las naciones latinoamericanas.
- El aumento de la producción agrícola como factor determinante de la paz mundial.

Asimismo, fue autor de otros muchos ensayos que en su tiempo tuvieron gran proyección nacional.